# Люборад

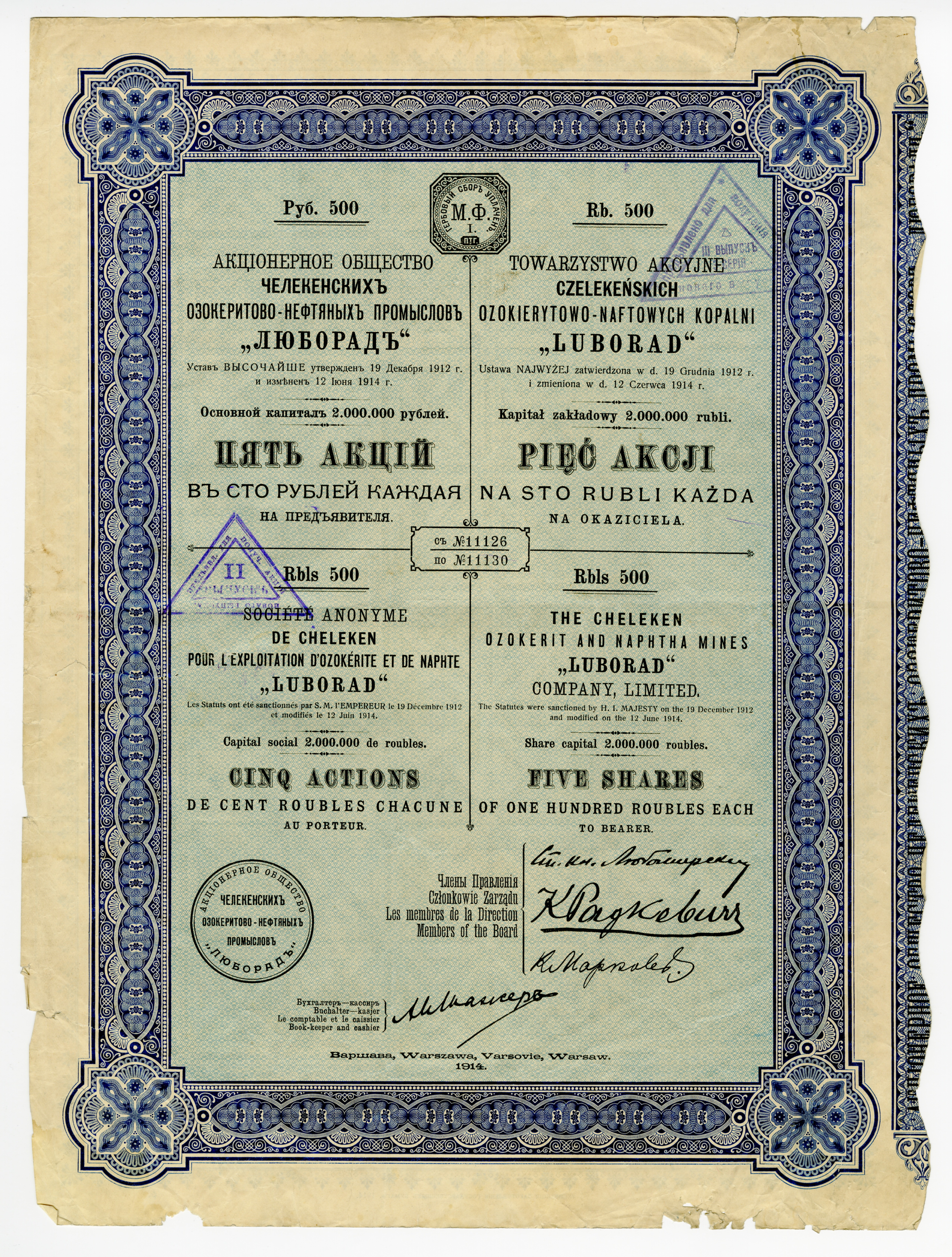
Пять акций в 100 рублей каждая на предъявителя Акционерного общества челекенских озокеритово-нефтяных промыслов «Люборад»

Акционерное общество Челекенских озокеритово-нефтяных промыслов «Люборад» с основным капиталом в 2 млн руб. было учреждено после реорганизации долевого товарищества, основанного в 1906 г. российско-подданными предпринимателями польского происхождения Любомирским и Радкевичем (отсюда и название Общества). Как явствует из Высочайше утверждённого 19 декабря 1912 г. (изменен 14 июня 1914 г.) Устава Общества, «Люборад» учрежден «для эксплуатации месторождений нефти и озокерита на полуострове Челекен», Закаспийской области (на восточном берегу Каспийского моря, в Туркмении).
Председателем правления общества «Люборад» был князь Станислав Любомирский, представитель знатного княжеского рода Любомирских, одновременно являвшийся членом совета и директором Варшавского промышленного банка, его заместителем был К. В. Радкевич. В состав членов правления «Люборада» входил известный революционер, впоследствии герой труда П. И. Пальчинский, дворянин, в то время состоявший также директором общества Токмакской железной дороги и членом правления общества АО «Лысьвенский горный округ наследников графа П. П. Шувалова».
Приобретая одно за другим месторождения озокерита, АО «Люборад» фактически стало монополистом по его производству и продаже на внутреннем рынке. Все имущество Общества было объявлено государственной собственностью на основании декрета СНК в июне 1918 г. о национализации нефтяной промышленности.